# Су-33
Су-33 (заводской шифр Т-10К; ранее известный как Су-27К; по кодификации НАТО: Flanker-D — «Фланкер-Д») — советский/российский палубный истребитель четвёртого поколения, разработанный для ВМФ России в ОКБ Сухого под руководством Михаила Симонова.
Первый полёт Су-27К состоялся 17 августа 1987 года, а 1 ноября 1989 года Су-27К впервые в СССР осуществил взлёт и посадку «по-самолётному» на авианесущий крейсер «Адмирал флота Советского Союза Кузнецов». Принят на вооружение 31 августа 1998 года.
Хотя текущие планы ВМФ РФ состоят в постройке новых палубных самолётов МиГ-29К из-за их большей компактности и возможности увеличения авиагруппы авианесущего крейсера «Адмирал флота Советского Союза Кузнецов», текущий парк Су-33, имеющих большую грузоподъёмность и дальность, планируется сохранять и модернизировать: для этого в 2016 году начато снова производство двигателей «АЛ-31Ф серии 3» для Су-33, а также начата модернизация самолёта установкой прицельной системы СВП-24.
Особенностью Су-33 является возможность работы как самолёта-заправщика за счёт подвесного контейнера УПАЗ. При этом сам самолёт имеет штатное оборудование для дозаправки в воздухе. То есть Су-33 с УПАЗ может произвести дозаправку и МиГ-29К, и другого Су-33.

## История создания

### Формирование требований к новому палубному истребителю
Истребитель Су-33, согласно постановлению от 18 апреля 1984 года, должен был быть разработан на основе тяжёлого истребителя четвёртого поколения Су-27, который к тому времени уже прошёл испытания и был запущен в серийное производство. Су-33 должен был сохранить все достоинства и конструктивно-компоновочные решения базового истребителя Су-27. Также комиссией заказчика, которую возглавлял командующий авиацией ВМФ генерал-полковник Кузнецов, было выдвинуто требование к обеспечению высокой эффективности при выполнении задач по уничтожению надводных целей. В итоге, после доработок эскизного проекта, в феврале 1985 года проект Су-27К был утверждён главнокомандующими ВВС и ВМФ СССР.

### Прототипы
В 1986 году в опытном производстве ОКБ Сухого началась сборка первого прототипа, который не оснащался складывающимся крылом и горизонтальным оперением. Сборка самолёта завершилась в 1987 году, самолёт получил обозначение Т-10К-1 и 17 августа того же года машина впервые поднялась в воздух, управляемая лётчиком-испытателем В. Г. Пугачёвым. При постройке опытного самолёта все новые детали производились на опытном производстве Сухого, также использовалась часть агрегатов от «обычных» Су-27, которые были поставлены с производства КнААПО. Спустя полгода к лётным испытаниям присоединился второй Су-27К, имеющий обозначение Т-10К-2, на котором уже использовалось складывающееся крыло и горизонтальное оперение. Первый полёт второй экземпляр выполнил 22 декабря 1987.
Летом 1988 года складывающимся крылом и горизонтальным оперением был оснащён и первый лётный образец, однако, 27 сентября 1988 (спустя месяц после начала его лётных испытаний), самолёт потерпел аварию из-за отказа гидросистем.

### Первые посадка и взлёт с палубы

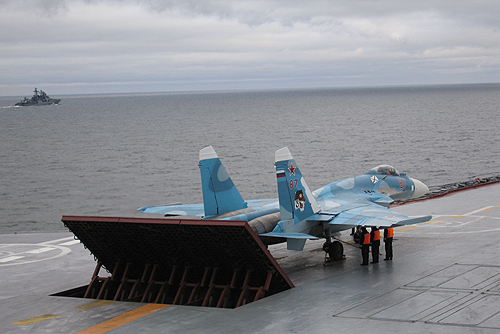
Су-33 на второй взлётной позиции ТАКР «Адмирал флота Советского Союза Кузнецов»

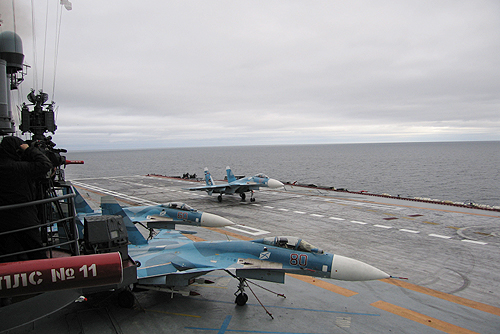
Су-33, заходящий на посадку на палубу ТАКР «Адмирал флота Советского Союза Кузнецов»

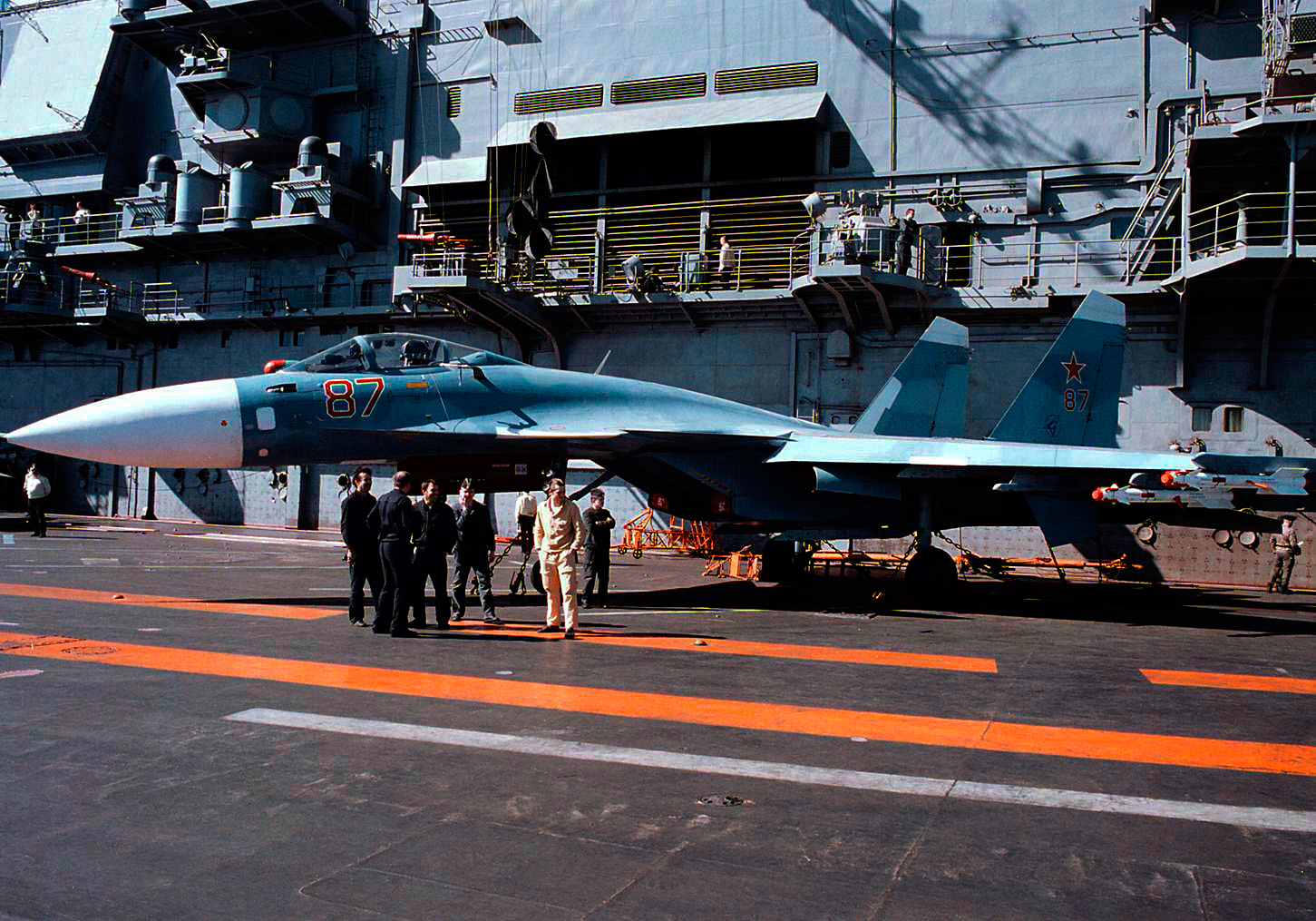
Су-33 на палубе ТАКР «Адмирал флота Советского Союза Кузнецов»

20 октября 1989 года ТАКР «Тбилиси» (ныне «Адмирал флота Советского Союза Кузнецов») впервые покинул Черноморский судостроительный завод и вышел в море. Корабль был укомплектован ещё не всеми радиолокационными средствами и ракетным оружием, но уже имел все авиационно-технические средства, позволяющие выполнять взлёты, посадки и техническое обслуживание самолётов — аэрофинишёр, стартовые задержники, газоотбойные щиты, самолётные подъёмники, а также радиотехническую систему посадки «Резистор-К42», оптическую систему посадки «Луна-3», систему видеонаблюдения и корабельные РЛС.
Спустя ровно неделю после того, как ТАКР «Тбилиси» был спущен на воду, лётчик-испытатель Виктор Пугачёв выполнил облёт авианосца на высоте 1500 м, после чего сделал несколько кругов вокруг него на высоте 30 м над палубой и вернулся на аэродром Саки. В следующую неделю продолжались испытательные полёты над авианосцем истребителей Су-33 и МиГ-29К, а также летающих лабораторий, которые выполняли тестирование радиолокационных систем корабля, работающих для палубной авиации. В эти дни самолёты пролетали над палубой на высоте 2—3 метров, иногда даже касаясь её и проезжая по всей длине, что, фактически, можно назвать посадками, но без зацепления за аэрофинишёр. Такие полёты продолжались до 31 октября 1989 года, после чего было принято решение, что и самолёт, и лётчик-испытатель Виктор Пугачёв, и сам авианосец готовы к выполнению первой уже «настоящей» посадки на палубу. На следующий день состоялась первая в истории отечественной авиации посадка самолёта обычной схемы на палубу авианосца. В этот же день на палубу «Тбилиси» совершили первую посадку ещё два новых палубных самолёта — МиГ-29К и Су-25УТГ.
На следующий день были выполнены взлёты с палубы авианосца. Первым выполнил взлёт штурмовик Су-25УТГ, после чего зашёл на посадку, а затем взлетел вновь. Су-33 был установлен на первую взлётную позицию с дистанцией разбега 105 м, но сразу же была обнаружена проблема — газоотражающий щит устанавливался на угол 60°, что вызывало отражение раскалённых газов в сторону близко стоящего самолёта и могло повредить его конструкцию. Угол наклона щитов был сразу же изменён до 45°, но при попытке взлёта не сработали стартовые задержники, в результате чего самолёт в режиме полного форсажа простоял на палубе корабля лишних 10 секунд и прожёг арматуру поднятого газоотбойного щита. После этого Су-33 был перемещён на угловую палубу, откуда он без газоотбойного щита и стартовых задержников выполнил свой первый взлёт с палубы авианосца и совершил перелёт на аэродром Саки. В дальнейшем Ю. А. Сёмкиным и В. Г. Пугачёвым было выполнено несколько взлётов с корабля с последовательным наращиванием взлётной массы.
Лётно-конструкторские испытания успешно завершились 22 ноября 1989 года, после чего авианосец был отправлен на доработку и укомплектовывание всем необходимым оборудованием.

### Серийное производство
Серийное производство Су-33 началось в 1989 году в КнААПО, когда на предприятии был выпущен экземпляр самолёта для статических испытаний. Первая серийная машина (Т-10К-3) была собрана в начале 1990 года и 17 февраля того же года поднялась в воздух. Пилотировал самолёт лётчик-испытатель «ОКБ Сухого» Игорь Вотинцев. До конца 1990 года было построено 6 самолётов, все они приняли участие в программе государственных лётных испытаний, которые начались в марте 1991 года.
В связи с распадом СССР и последующим экономическим кризисом серийное производство палубных истребителей Су-33 сильно сократилось. Всего было построено 26 серийных истребителей, 20 из которых эксплуатируются на ТАКР «Адмирал флота Советского Союза Кузнецов».

### Модернизация до Су-33М
Корпорация Сухой с 2002 года проводит ремонт и модернизацию самолётов до уровня Су-33М. Всего модернизировано 19 истребителей Су-33. По данным на 5 октября 2010 года, компания «Сухой» проводила наземные и лётные испытания модернизированных истребителей Су-33
Существующие планы на модернизацию самолёта до уровня Су-33М сводятся к расширению функций при выполнении задач по разведке, целеуказанию и уничтожению наземных (морских) целей:
- Модернизация двигателей или замена их на новые АЛ-31Ф-М1 с ресурсом на 1500 взлётов и посадок[8];
- Установка систем спутниковой навигации GPS/ГЛОНАСС;
- Установка высокоточной системы бомбометания СВП-24[9];
- Установка станции предупреждения об облучении Л-150.
- Модернизация Су-33 проводится на авиационном заводе «Сухого» им. Юрия Гагарина в Комсомольске-на-Амуре, а также силами 20-го авиаремонтного завода в городе Пушкине. Как правило, самолёты перегоняются на заводы небольшими партиями, по 2-4 машины. В рамках модернизации Су-33, производятся следующие работы:
  - Продление ресурса планера
  - Установка новых, более мощных двигателей АЛ-31Ф-М1. Данный двигатель имеет увеличенную до 13500 килограмм тягу в режиме форсажа. Для сравнение — «базовый» двигатель АЛ-31Ф 3-й серии, которыми оснащались Су-33 имели тягу в 12800 кг (при этом по сравнению с «обычным» АЛ-31Ф, которыми оснащались Су-27 двигатели Су-33 имели повышенную на 300 кг тягу). АЛ-31Ф-М1 имеет увеличенный до 2000 часов общий ресурс и до 1000 часов — межремонтный, обладает более совершенной цифровой системой управления и меньшим, по сравнению с «базовым» двигателем расходом топлива.
  - Замена станции предупреждения об облучении СПО-15 «Берёза» на современную, гораздо более совершенную станцию Л-150 "Пастель", которой оснащаются все новые и модернизированные самолёты и вертолёты ВВС России.
  - Замена приборного оборудования кабины.
  - Установка нового прицельно-навигационного комплекса с подсистемой бомбометания СВП-24-33 "Гефест".
  - По неподтверждённым данным в ходе модернизации Су-33 получают возможность применения и управляемого ракетного оружия класса «воздух-поверхность»

## Конструкция
Истребитель Су-33 создан по нормальной аэродинамической схеме с применением переднего горизонтального оперения и имеет интегральную компоновку. Трапециевидное крыло, имеющее развитые наплывы и плавно сопрягающееся с фюзеляжем, образует единый несущий корпус. двухконтурные турбореактивные двигатели с форсажными камерами находятся в разнесённых мотогондолах, что снижает их взаимное влияние. Воздухозаборники двигателей размещены под центропланом. Переднее горизонтальное оперение установлено в наплывах крыла и увеличивает как манёвренные характеристики самолёта, так и подъёмную силу планера, что очень важно для палубного истребителя. Для посадки на палубу корабля самолёт имеет тормозной гак, который крепится к нижней части центральной балки. Для уменьшения стояночных габаритов законцовка центральной балки может откидываться вверх.

### Фюзеляж
Фюзеляж технологически разделён на четыре основные части: головная часть фюзеляжа (ГЧФ) с радиопрозрачным обтекателем, створкой ниши передней опоры шасси и фонарём лётчика; средняя часть фюзеляжа (СЧФ) с тормозным щитком и створками основных опор шасси; хвостовая часть фюзеляжа (ХЧФ); воздухозаборники.
- В головной части фюзеляжа находится носовой отсек оборудования, в котором размещены блоки радиолокационного прицельного комплекса и оптико-электронной прицельной системы, кабина лётчика, подкабинные и закабинные отсеки оборудования, ниша уборки передней опоры шасси с одной створкой. Кабина лётчика герметизирована и имеет двухсекционный фонарь с большой площадью остекления, что обеспечивает хороший обзор во все стороны. В подкабинных отсеках размещены блоки радиоэлектронного оборудования. В закабинном отсеке расположена ниша передней опоры шасси, радиоэлектронное оборудование и патронный ящик с боекомплектом пушки.[19]
- В средней части фюзеляжа расположены: передний топливный бак-отсек на нижней поверхности которого установлены узлы стыковки с воздухозаборниками и узлы крепления пилона для подвески оружия, а на верхней поверхности узлы установки тормозного щитка и гидроцилиндра управления его выпуском и уборкой; центроплан (основной несущий агрегат самолёта) являющийся топливным баком-отсеком, на нижней поверхности центроплана расположены узлы крепления основных опор шасси, мотогондол двигателей, пилонов подвески оружия; гаргрот, расположенный над передним баком-отсеком и представляющий собой силовой агрегат, предназначенный для размещения коммуникаций и установки оборудования; передний отсек центроплана, расположенный по внешним сторонам переднего бака-отсека и состоящий из носков центроплана и ниш колёс основных опор шасси. На верхней поверхности СЧФ установлен отклоняемый с помощью гидропривода тормозной щиток большой площади.[19]
- В хвостовой части фюзеляжа находятся: две силовые гондолы двигателей; хвостовые балки, служащие платформой для установки оперения самолёта; центральная балка фюзеляжа, включающая в себя центральный отсек оборудования, задний топливный бак-отсек, законцовки центральной балки с контейнером тормозных парашютов и боковые ласты.[19]

### Крыло и оперение

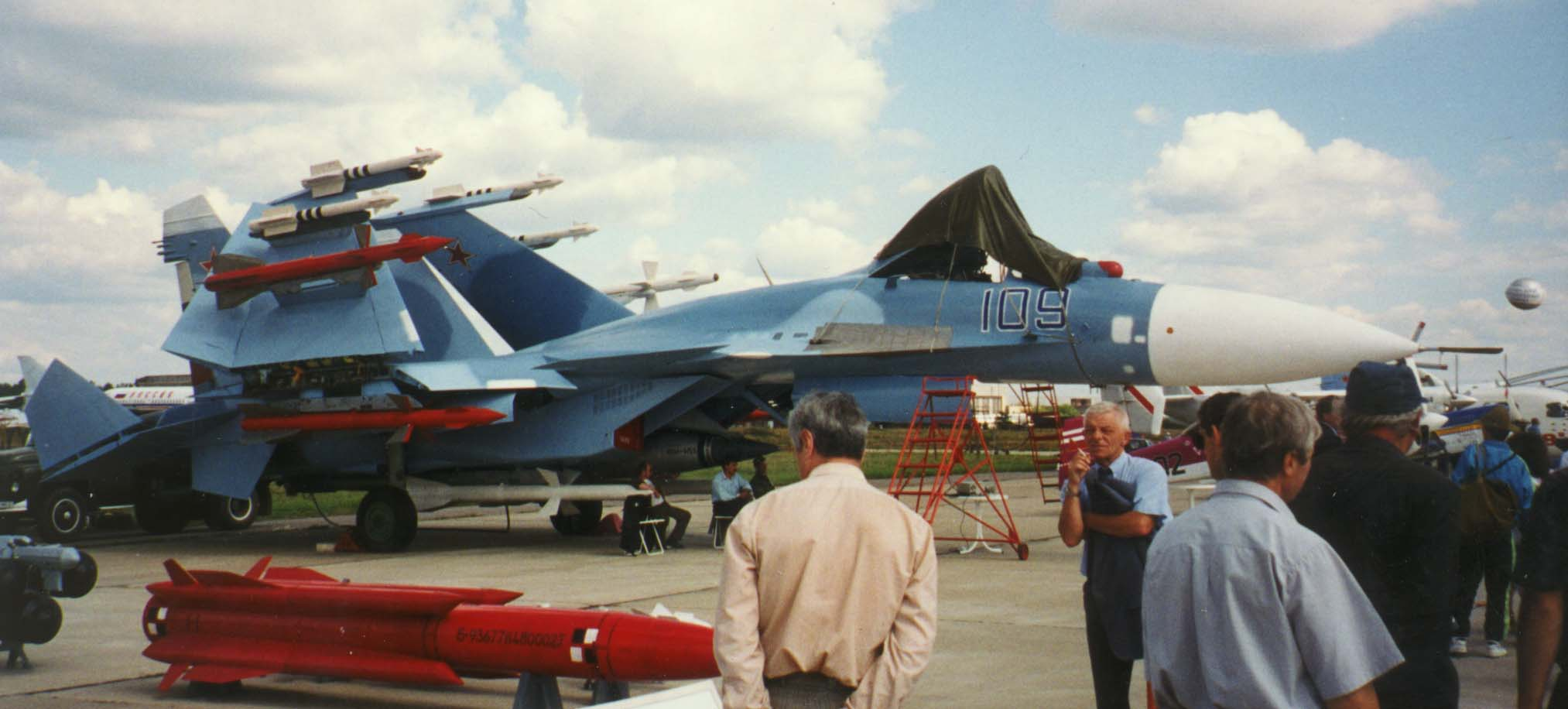
Су-33 со сложенным крылом и ГО на выставке

Крыло истребителя Су-33 выполнено трапециевидным, стреловидность по передней кромке равна 42,4°, консоли крыла набраны из профилей П44М. Площадь крыла составляет 67,84 м², размах крыла — 14,7 м (при подвесках ракет или оборудования на его законцовках — 14,948 м). Широко применена механизация крыла, она представлена флаперонами площадью 2,4 м², выполняющими функции закрылков и элеронов, двухсекционными закрылками площадью 6,6 м² и трёхсекционным поворотным носком площадью 5,4 м². Хвостовое горизонтальное оперение состоит из двух цельноповоротных дифференциально отклоняющихся консолей стабилизатора. Размах заднего горизонтального оперения составляет 9,9 м, площадь равна 12,3 м², профиль стабилизатора — С9С. Переднее горизонтальное оперение также выполнено цельноповоротным. Угол стреловидности ПГО составляет 53,5°, размах консолей составляет 6,43 м, площадь оперения равна 2,99 м². Переднее горизонтальное оперение появилось для того, чтобы утяжелённый по сравнению с Су-27 самолёт смог сохранить продольную устойчивость, особенно при малых скоростях. Неожиданным побочным эффектом от установки ПГО стало увеличение подъёмной силы. Вертикальное оперение самолёта представляет собой два трапециевидных киля с углом стреловидности по передней кромке 40° и площадью 15,1 м². Кили имеют профиль У3 и установлены без развала, каждый киль оснащён рулём направления с площадью 3,49 м².
Крыло истребителя выполнено складывающимся, что позволяет разместить большее количество самолётов на палубе и в ангарах авианосца. Заднее горизонтальное оперение изначально было выполнено нескладывающимся, ширина самолёта при этом составляла 9 м, что было на 1,2 м больше, чем у конкурента МиГ-29К. С применением складывающегося горизонтального оперения ширина самолёта уменьшилась до 7,4 м, что даже на 0,4 м меньше, чем у МиГ-29К.

### Воздухозаборники и двигатели

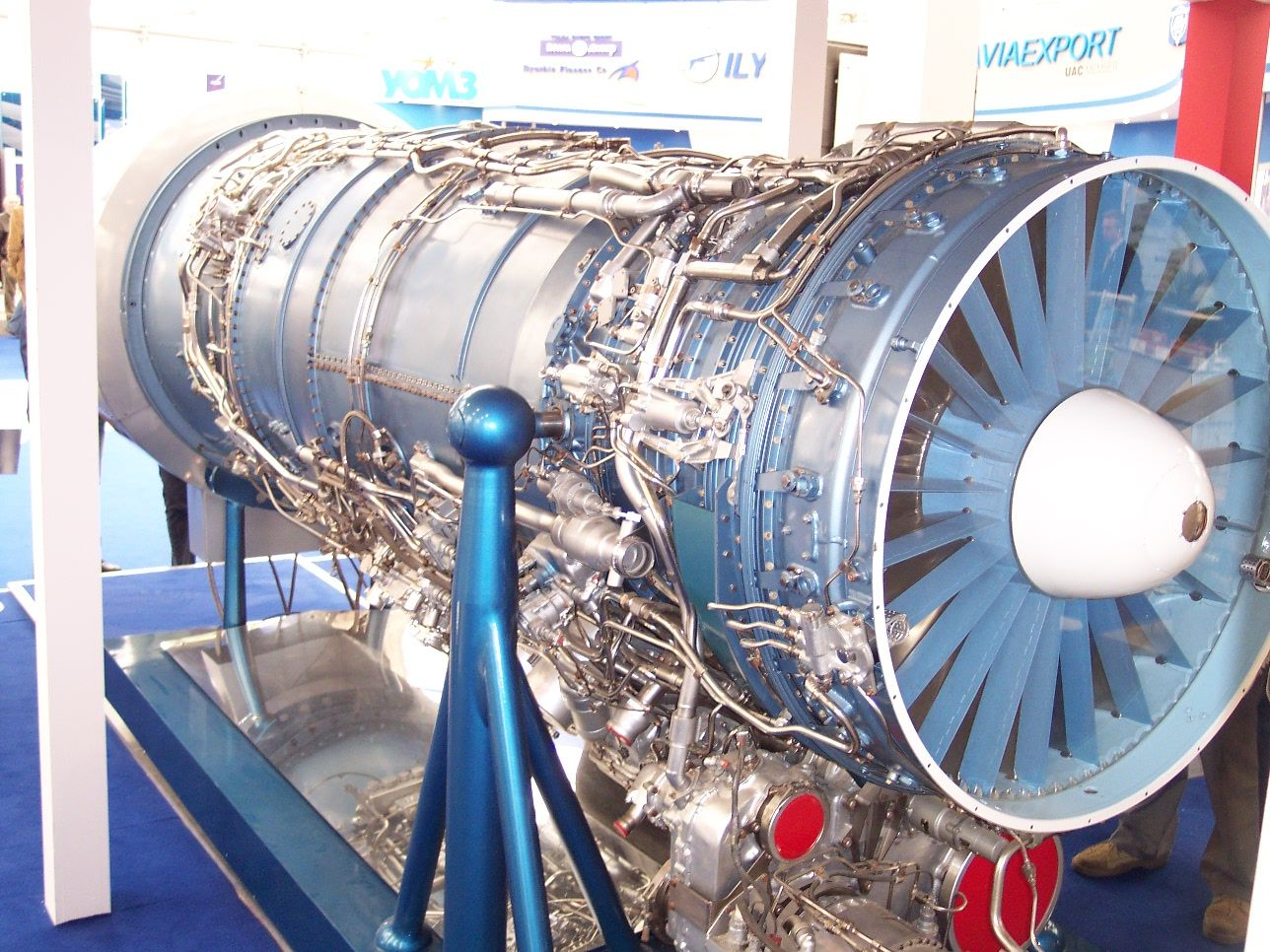
Двигатель АЛ-31Ф

Истребитель оснащён регулируемыми воздухозаборниками. Воздухозаборники размещены под наплывами крыла и оснащены защитными решётками, предотвращающими попадание посторонних предметов в двигатель на взлётно-посадочных режимах. Защитные устройства представляют собой перфорированные титановые панели с большим числом отверстий диаметром 2,5 мм. Они работают в автоматическом режиме — опускаются с убиранием шасси и поднимаются с его выпуском. Механизация воздухозаборников — подвижные панели регулируемого клина и жалюзи подпитки на нижней поверхности. Поверхности торможения воздухозаборника — регулируемый трёхступенчатый клин, состоящий из связанных между собой передней и задней подвижных панелей. Жалюзи подпитки расположены с внешней стороны нижней поверхности воздухозаборника в зоне размещения защитной сетки. Жалюзи открываются и закрываются под действием перепада давления. На бокововой поверхности воздухозаборника установлены антенны станции предупреждения об облучении.
Истребители Су-33 оснащаются двумя двухконтурными турбореактивными двигателями с форсажными камерами АЛ-31Ф серии 3 производства НПО «Сатурн». От базового двигателя АЛ-31Ф их отличает повышенная до 12800 кгс и особый режим тяги, он необходим для того, чтобы самолёт мог взлетать с трамплина с полной боевой нагрузкой.. ФГУП ММПП «Салют», занимающееся разработкой и модернизаций авиационных двигателей, на своём официальном сайте в разделе модернизированного двигателя АЛ-31Ф-М1 использует фотографию хвостовой части Су-33, что может говорить о применении этих двигателей на данном истребителе. Двигатели АЛ-31Ф-М1 являются дальнейшим развитием двигателя АЛ-31Ф, имея при этом тягу 13500 кгс, что на 1000 кгс больше, чем у базового АЛ-31Ф и на 700 кгс больше, чем у АЛ-31Ф серии 3. Также новый двигатель обладает увеличенным межремонтным ресурсом и сниженным расходом топлива. Запуск двигателя производят газотурбинные стартеры. Топливо на самолёте размещено в двух баках: передний в средней части фюзеляжа и задний в центральной балке за отсеком оборудования. Общая ёмкость баков — 12100 литров керосина. Данный самолёт имеет возможность дозаправляться во время полёта, причём роль заправщика может выполнить другой самолёт Су-33. В воздушном режиме заправки самолёт может получить до шести тонн топлива.

### Вооружение
Вооружение самолёта подразделяется на стрелково-пушечное и ракетное. Стрелково-пушечное вооружение — 30 мм автоматическая пушка с боекомплектом в 150 выстрелов. Для поражения воздушных и небронированных наземных целей используются осколочно-фугасно-зажигательные снаряды. Для борьбы с бронированной техникой могут применяться бронебойные снаряды. Темп стрельбы достигает 1500 выстрелов в минуту.
Для борьбы с воздушными целями самолёт может нести до восьми ракет средней дальности, дальность пуска доходит до 110 км, максимальная скорость преследуемой цели 3500 км/ч. Другой вариант боевой нагрузки — шесть ракет малой дальности с дальностью пуска до 40 км. Типовой вариант вооружения 8 ракет средней дальности и 4 ракеты малой дальности.
Для поражения наземных целей и оказания огневой поддержки войскам Су-33 может нести до 80 неуправляемых 80 мм ракет, либо 20 штук 122 мм ракет, либо 4 ракеты калибра 266 мм.
Максимальная масса боевой нагрузки самолёта составляет 6500 кг.

### Особенности Су-33

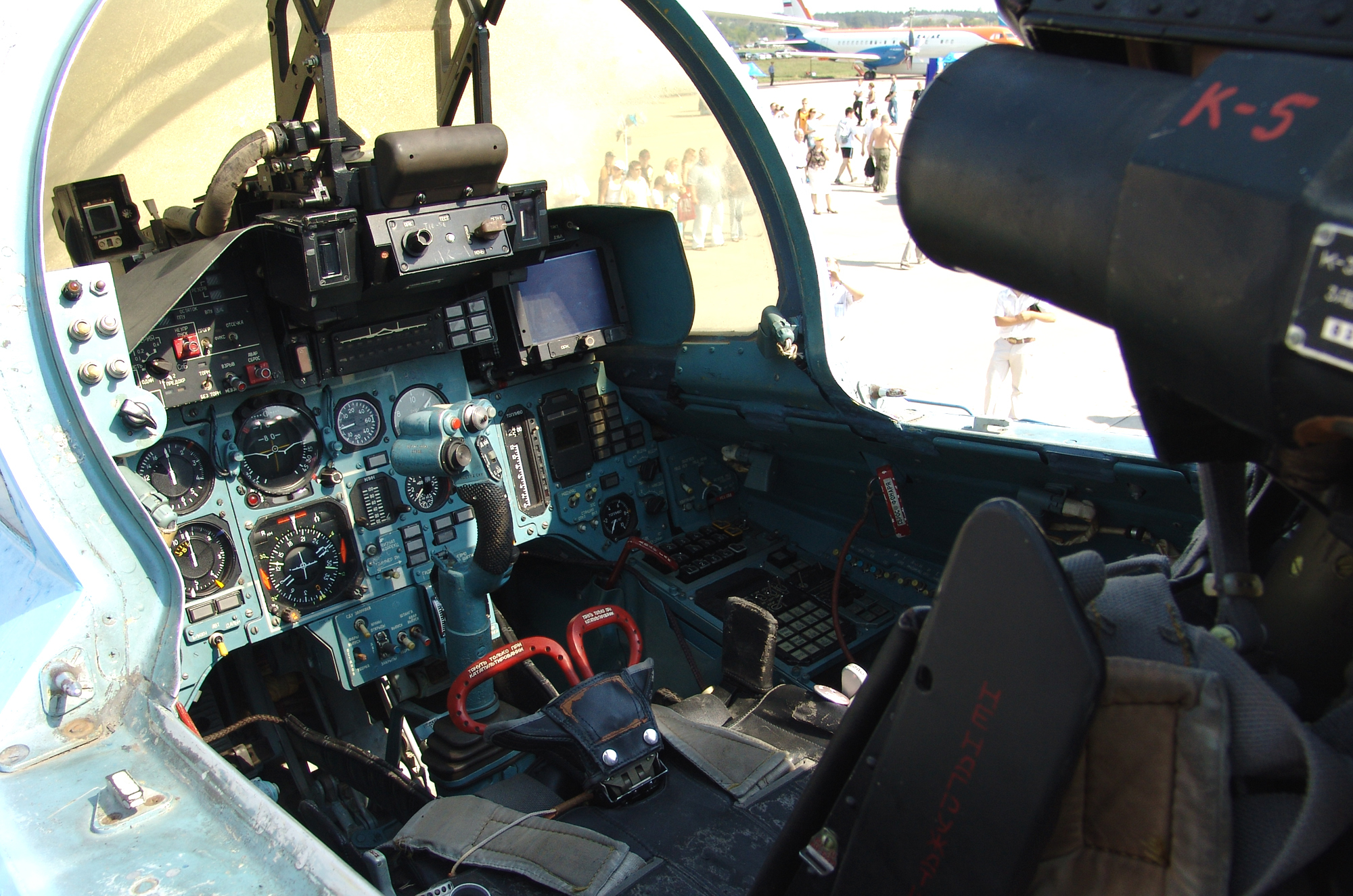
Кабина Су-33

При сохранении всех достоинств базового истребителя Су-27, палубный истребитель Су-33 обладает рядом особенностей, среди которых:
- улучшение несущих свойств крыла на взлётно-посадочных режимах за счёт увеличения площади, применения механизации и ПГО
- увеличение тяговооружённости самолёта для обеспечения безопасного короткого взлёта с палубы и ухода на второй круг при посадке в случае незацепления за аэрофинишёр
- усиление стоек шасси и установка посадочного гака для обеспечения посадки с большими перегрузками и вертикальными скоростями
- установка убираемой штанги дозаправки в воздухе, обеспечена возможность подвески УПАЗ-1К для дозаправки другого самолёта топливом, для увеличения боевого радиуса и времени патрулирования
- применение пилотажно-навигационного оборудования для захода на посадку на палубу авианосца
- обеспечение взаимодействия с корабельными радиоэлектронными системами
- увеличение числа одновременно подвешиваемых УРВВ для повышения боевого потенциала самолёта в одном боевом вылете
- складывание консолей крыла и горизонтального оперения с целью снизить габариты самолёта и увеличить их общее число в ангарах и на палубе авианосца
- применение защиты от коррозии конструкции и систем самолёта для обеспечения длительного срока эксплуатации в условиях морского климата
- возможность эффективной работы по надводным целям

В ходе рабочего проектирования конструкция Су-27 потерпела ряд значительных изменений, наиболее значимым стало применение переднего горизонтального оперения, что было вызвано необходимостью обеспечения продольной статической неустойчивости самолёта, который с ростом массы БРЛС почти на 200 кг и смещением центра масс мог стать статически устойчивым. В результате испытаний Т-10-24 с передним горизонтальным оперением выяснилось, что с его применением значительно растёт подъёмная сила планера, после чего было решено использовать ПГО как неотъемлемый элемент конструкции всех будущих модификаций истребителя Су-27.

## Эксплуатация
Палубные истребители поступали для опытной эксплуатации в 100-й корабельный истребительный авиационный полк (инструкторско-исследовательский) 33-го ЦПБ и ПЛС МА ВМФ (1063 ЦБПКА), аэродром Саки. Командир полка — полковник Т. А. Апакидзе. 1-я авиационная эскадрилья получила партию из 12 машин в период с 1986 по 1990 год с завода в Комсомольске-на-Амуре. Точное количество именно палубных вариантов Су-27 в историческом формуляре полка не приводится. В 1990—1991 гг. лётчики полка принимали участие в Государственных испытаниях ТАКР проекта 1143.5 «Тбилиси». В 1996 году полк расформирован.
В 2015 году 100-й КИАП был сформирован во второй раз на базе 859-го ЦБП и ПЛС МА ВМФ в г. Ейск. На вооружении полка переданы палубные истребители МиГ-29К/КУБ.
В апреле 1993 года первые 4 серийных самолёта Су-27К перелетели в Североморск-3, где поступили на вооружение 279-го отдельного морского штурмового авиационного полка Северного флота (ранее полк эксплуатировал палубные штурмовики Як-38, затем Су-25). В этом же году в состав полка влилось около ста человек лётного и технического состава из 100-го корабельного полка, перешедшего под юрисдикцию Украины. В 1994 году выполнена первая посадка строевым лётчиком на палубу ТАКР «Адмирал Кузнецов». В 1995 году в полку числилось 24 Су-33 в 1-й и 2-й эскадрильях, а в 3-й эскадрилье — 7 Су-25УТГ и 1 Су-27УБ.
23 декабря 1995 года в составе корабельной многоцелевой группы авианесущий крейсер вышел на первую боевую службу в Средиземное море, имея на борту авиагруппу в составе 13 Су-33, двух Су-25УТГ и 11 вертолётов. Выполнено с палубы 524 вылета. В 1997 году лётчики полка приступили к освоению программы заправки самолётов в воздухе. С 01.05.1998 года полк стал именоваться: 279-й отдельный корабельный истребительный Смоленский Краснознамённый авиационный полк.
Самолёт Су-27К (Су-33) официально принят на вооружение 31 августа 1998 года указом Президента РФ.
В 1999 году в полку осваивается ночная посадка на палубу.
С 22.09.2004 г. по 22.10.2004 г. полк участвовал в дальнем походе на борту ТАКР «Адмирал Кузнецов» в Северо-Восточной Атлантике. В ходе похода проводились также и лётно-конструкторские испытания самолёта Су-27КУБ.
В период с 23 августа по 14 сентября 2005 года экипажи полка участвовали в боевой службе на борту ТАКР «Адмирал Кузнецов» в северной части Атлантического океана.
Указом Президента Российской Федерации № 535 от 09.05.2005 г., за большие успехи в освоении корабельной авиационной техники, высокие показатели в лётной подготовке и в целях сохранения и приумножения боевых традиций лётчиков-североморцев 279-му отдельному корабельному истребительному авиационному Смоленскому Краснознамённому полку ВВС Северного флота было присвоено почётное наименование «имени дважды Героя Советского Союза Б. Ф. Сафонова». В то-же время этот полк лидирует а авиации ВМФ по числу аварий и катастроф.
В конце 2013 — начале 2014 годов прошли ремонт и модернизацию 4 Су-33: в конце 2013 года два Су-33 с красными бортовыми номерами 67 и 84; и 21.2.2014 совершили перелёт парой из Комсомольска-на-Амуре в Североморск ещё два Су-33 с красными бортовыми номерами 85 (серийный номер 08302) и 88 (серийный номер 09301).
Всего с 2002 года процесс ремонта и модернизации в Комсомольске-на-Амуре прошли 19 истребителей Су-33 (в том числе два самолёта — дважды).
По имеющимся сведениям, на конец февраля 2014 года в составе 279-го полка имелось 14 истребителей Су-33, из которых 8 (с бортовыми номерами 62, 66, 68, 76, 77, 78, 79 и 80) находятся в походе на борту ТАВКР «Адмирал флота Советского Союза Кузнецов», а 6 (с бортовыми номерами 67, 84, 85, 86, 87 и 88) — на береговом аэродроме полка в Североморске. Ещё 7 Су-33 находятся в Североморске на хранении.
Свежеотремонтированные красные бортовые номера 67, 84, 85 и 88 10 марта 2014 года впервые прибыли в состав 859-го Центра боевого применения и подготовки лётного состава Морской авиации ВМФ России в Ейске.
С конца лета по начало сентября 2014 года на 6 Су-33 и 2 Су-25УТГ в течение нескольких недель проводились учебно-тренировочные полёты на комплексе НИТКА лётчиками отдельного корабельного истребительного авиационного полка палубной авиации СФ. После возвращения с аэродрома Саки в Крыму на аэродром постоянной дислокации лётчики продолжили тренировки над Баренцевым морем.
С ноября 2016 года по 6 января 2017 года «Адмирал Кузнецов» выполнял боевые задачи в составе оперативного соединения дальней морской зоны ВМФ России у берегов Сирии. Во время этого похода корабль впервые принял участие в реальных боевых действиях. На борту авианосца находилось более 40 самолётов и вертолётов. Впервые в истории России осуществлено боевое применение палубных самолётов Су-33, один самолёт потерян.

## Боевое применение
- В ноябре 2016 года Су-33 из состава авиагруппы ТАКР «Адмирал Кузнецов» применялся во время операции ВКС РФ в Сирии. Самолёты наносили удары в провинции Идлиб и Хомс[24][25].

## Проекты и модификации
| Название модели  | Краткие характеристики, отличия. |
| ---------------- | --- |
| Су-27К           | Проект палубного истребителя на базе Су-27 для оснащения авианесущих крейсеров проекта 1143.5. |
| Су-27К           | Проект палубного истребителя на базе Су-27 для оснащения авианосцев проекта 1160 «Орёл». Отличался от исходной машины лишь конструктивно (усиленное шасси, тормозной гак, складывающиеся консоли крыла). |
| Су-27КИ          | Проект палубного истребителя на базе Су-27 для оснащения авианесущих крейсеров проекта 1153 «Орёл», а позже для предварительного варианта ТАКР проекта 1143.5. |
| Су-27КПП         | Проект палубного двухместного самолёта-постановщика помех. |
| Су-27КРЦ         | Проект палубного двухместного самолёта разведки и целеуказания. |
| Су-27КТ/Су-27КТЗ | Проект палубного двухместного самолёта-топливозаправщика. |
| Су-27КУ          | Проект палубного двухместного учебно-тренировочного самолёта. |
| Су-27КШ          | Проект палубного штурмовика на базе Су-27 для оснащения авианесущих крейсеров проекта 1153 «Орёл», а позже для предварительного варианта ТАКР проекта 1143.5. |
| Су-28К           | Проект палубного двухместного штурмовика для оснащения авианосцев проекта 1160 «Орёл». Представлял собой модификацию Су-27К со специальной системой управления вооружением (СУВ), позволявшей применять различные средства поражения класса «воздух—корабль», «воздух—земля» и «воздух—РЛС». Послужил основой для ряда модификаций — разведчика-целеуказателя (Су-28КРЦ), самолёта РЛДН и других. |
| Су-28КРЦ         | Проект палубного самолёта разведки и целеуказания для оснащения авианосцев проекта 1160 «Орёл». Представлял собой модификацию Су-28К. |
| Су-29К           | Проект палубного истребителя-перехватчика для оснащения авианосцев проекта 1160 «Орёл». Представлял собой модификацию Су-27К с улучшенной СУВ, позволявшей применять ракеты «воздух—воздух» большой дальности К-33. |
| Су-33            | Обозначение палубных истребителей Су-27К после принятия их на вооружение. Су-33 входят в состав авиагруппы ТАКР «Адмирал Кузнецов». |
| Су-27КУБ/Су-33УБ | Проект палубного двухместного учебно-боевого самолёта на базе наработок по Су-27КУ и Су-27КТ. Построен один лётный образец (переделан из Т-10К-4). Программа закрыта. |

## Происшествия
Всего с момента первого полёта Су-33 произошло 8 аварий, 5 из которых были вызваны техническими неисправностями самолёта.
- 28 сентября 1988 года первый опытный экземпляр Т10К-1 (б/н 37) под управлением лётчика-испытателя Николая Садовникова на высоте 2000 м и скорости 1270 км/час потерял управление вследствие отказа гидросистем. Пилот катапультировался[12].
- 11 июля 1991 года из-за отказа ЭДСУ потерян один из самолётов установочной партии (Т10К-8). Лётчик полковник Тимур Апакидзе катапультировался[2].
- 26 декабря 1994 года авария Су-33 № нет (08-05), КнААПО Потерян во время планового испытательного полёта на КнААПО в результате ошибки пилотирования.
- 17 июня 1996 года при выполнении тренировочного полёта в сложных метеоусловиях потерпел катастрофу Су-33 (б/н 65) из состава 1-й АЭ 279-го КИАП. Пилотировавший машину Виталий Кузьменко погиб[26].
- 11 мая 2000 года при выполнении плановых полётов отдельного корабельного авиационного полка Северного флота потерпел аварию палубный истребитель Су-33 (б/н 73), который пилотировал Военный лётчик 1-го класса полковник Павел Кретов. Лётчику удалось катапультироваться из падающей машины и благополучно приземлиться примерно в 54 километрах от базового аэродрома Североморск-3. На самолёте произошёл отказ бортовой системы управления[26].
- 17 июля 2001 года во время авиашоу, посвящённом дню морской авиации в гарнизоне «Остров» под Псковом потерпел крушение Су-33 (б/н 70), которым управлял Герой России, генерал-майор Тимур Апакидзе. После показательного полёта на пилотаж с выполнением фигур максимальной сложности, самолёт упал и сгорел, лётчика эвакуировали спасательные службы, но ранения были не совместимы с жизнью и по дороге в госпиталь пилот умер[26].
- 5 сентября 2005 года потерян самолёт Су-33 (б/н 82) под управлением подполковника Юрия Корнеева. Лётчик успешно катапультировался. Происшествие произошло при посадке на палубу ТАВКР «Адмирал Кузнецов». Из-за обрыва троса аэрофинишёра (тормозное устройство) самолёт продолжил движение по палубе, упал в море и затонул[27].
- 3 декабря 2016 года при посадке на палубу ТАВКР «Адмирал Кузнецов» из-за обрыва троса аэрофинишёра самолёт 279-го отдельного корабельного истребительного авиационного полка (бортовой № 67 (красный))[28] выкатился за пределы палубы, лётчик катапультировался[29][30]. Руководитель полётов, находившийся на командно-диспетчерском пункте корабля, дал пилоту разрешение на посадку, и последний приступил к выполнению манёвра. Истребитель зацепил трос крюком-гаком и начал снижать обороты двигателя. Он проделал путь примерно в 50 м, после чего трос оборвался, и, вместо того чтобы остановиться на палубе, Су-33 продолжил движение. Включить форсаж и совершить попытку захода на второй круг пилот уже не успевал. Через несколько секунд руководитель полётов отдал пилоту команду катапультироваться, что он немедленно и сделал. Сам самолёт рухнул с палубы в море[31]. В качестве основной причины аварии комиссия Минобороны рассматривает именно человеческий фактор: специалисты установили, что отклонение по оси посадки истребителя было превышено почти на полметра от предельно допустимого (4,7 м вместо 4,2 м). Обрыв троса мог произойти из-за брака, допущенного на производстве, однако эту версию отвергают на Пролетарском заводе (входит в Объединённую судостроительную корпорацию), производящем аэрофинишёры взлётно-посадочного комплекса «Светлана-2»: их представитель утверждает, что тросы, установленные на «Адмирале Кузнецове», прошли весь полагающийся цикл испытаний, в том числе на разрыв. «Важно понимать последовательность: либо трос не выдержал нагрузки из-за ошибки, допущенной при приземлении, либо трос оборвался, что и привело к аварии, но судя по параметрам самолёта в момент приземления, даже полностью исправный трос такой нагрузки бы не выдержал — налицо ошибка пилотирования». Официальный представитель Минобороны РФ от комментариев отказался, пообещав предоставить их сразу по окончании работы комиссии[31].

## Лётно-технические характеристики
Источники: А. Фомин «Су-33 — корабельная эпопея», Е. Гордон «Sukhoi Su-27», ОКБ Сухого

### Технические характеристики
- Экипаж: 1 человек
- Длина: 21,18 м
- Размах крыла: 14,7 м
  - со сложенным крылом: 7,40 м
  - с подвешенными ракетами на законцовках: 14,948 м
- Размах заднего ГО: 9,9 м
  - со сложенными стабилизаторами: 7,40 м
- Высота: 5,72 м
- Площадь крыла: 67,84 м²
- Профиль крыла: П44М
- Коэффициент удлинения крыла: 3,48
- Коэффициент сужения крыла: 3,76
- Угол стреловидности по передней кромке: 42,5°
- База шасси: 5,87 м
- Колея шасси: 4,44 м
- Масса пустого: 19600 кг
- Масса снаряжённого: 20440 кг (2 × Р-27Э + 2 × Р-73)
- Масса нормальная взлётная:
  - с частичной заправкой: 26000 кг
  - с полной заправкой: 29940 кг
- Масса максимальная взлётная: 33000 кг
- Масса топлива: 9400 кг
  - основной вариант заправки: 5350 кг
- Объём топливных баков: 12100 л
- Нормальная посадочная масса: 22400 кг
- Предельная посадочная масса: 26000 кг
- Двигатель:
  - тип двигателя: турбореактивный двухконтурный с форсажной камерой
  - модель: «АЛ-31Ф серии 3»
  - тяга:
    - максимальная: 2 × 7670 кгс (74,5 кН)
    - на форсаже: 2 × 12500 кгс (122,6 кН)
    - чрезвычайный режим: 2 × 12800 кгс (125,5 кН)

  - степень двухконтурности: 0,571
  - масса двигателя: 1520 кг

### Лётные характеристики
- Максимальная скорость:
  - на высоте: 2300 км/ч (М=2,17)
  - у земли/морской поверхности: 1300 км/ч (М=1,09)
- Посадочная скорость: 235—250 км/ч
- Дальность полёта:
  - у земли/морской поверхности: 1000 км
  - на высоте: 3000 км
- Продолжительность патрулирования на удалении 250 км: 2 ч
- Практический потолок: 17000 м
- Нагрузка на крыло:
  - при нормальной взлётной массе:
    - с частичной заправкой: 383 кг/м²
    - с полной заправкой: 441 кг/м²

  - при максимальной взлётной массе: 486 кг/м²
- Тяговооружённость на форсаже:
  - при нормальной взлётной массе:
    - с частичной заправкой: 0,96
    - с полной заправкой: 0,84

  - при максимальной взлётной массе: 0,76
- Длина разбега: 105 м (с трамплином)
- Длина пробега: 90 м (с аэрофинишёром)
- Максимальная эксплуатационная перегрузка: 8,5 g (или 8[35][36])

### Вооружение
- Пушечное: 1 × 30 мм пушка ГШ-30-1 (боезапас 150 снарядов)
- Боевая нагрузка:
  - максимальная: 6500 кг
  - вариант В-В: 3200 кг (8 × Р-27Э или 6 × Р-73)
- Узлов подвески вооружения: 12
  - УРВВ:
    - 4 × Р-73
    - 4-6 × Р-27Р/ЭР
    - 2 × Р-27Т/ЭТ

  - УРВП:
    - Х-41 «Москит»[источник не указан 1049 дней]
    - П-800 «Оникс»[источник не указан 1049 дней]

  - НАР:
    - 80 (4 × 20) × 80 мм С-8КОМ/С-8БМ в блоках Б-8М1 или
    - 20 (4 × 5) × 122 мм С-13Т в блоках Б-13Л или
    - 4 × 266 мм С-25-ОФМ-ПУ

  - Бомбы: свободнопадающие различного назначения, бомбовые кассеты
    - 8 × 500 кг (ФАБ-500, РБК-500, ЗБ-500) или
    - 28 × 250 кг (ФАБ-250, РБК-250 и т. д.) или
    - 32 × 100 кг

### Авионика
- РЛС: РЛПК-27К
  - Антенна:
    - Тип: Н001К
    - Диаметр: 1075 мм

  - Зона обзора:
    - по высоте: ±50°
    - по азимуту: ±60°

  - Дальность обнаружения воздушной цели с ЭПР = 3 м²:
    - навстречу: 100 км
    - вдогон: 40 км

  - Количество одновременно сопровождаемых целей: 10
- ОЭС: ОЭПС-27К
  - Тип: ОЛС-27К («46Ш»)
  - Зона обзора:
    - по высоте: −15°/+60°
    - по азимуту: ±60°

  - Поле обзора: 120×75°
  - Угол обзора: 60×10°, 20×5°, 3×3°
  - Дальность сопровождения теплоконтрастной воздушной цели:
    - навстречу: 40 км
    - вдогон: 100 км

  - Диапазон измеряемых дальностей: 6 км
- Нашлемная система целеуказания:«Щель-3УМ-1»

## Список построенных Су-33
| Изображение         | Экземпляр | Бортовой номер (заводской номер, серийный номер) | Примечания |         |         |
| Опытные             | Опытные   | Опытные                                          | Опытные | Опытные | Опытные |
| ------------------- | --------- | ------------------------------------------------ | --- | ------- | ------- |
|                     | Т10К-0    | с/н 01-01                                        | Построен для статических испытаний. |         |         |
|                     | Т10К-10   | с/н 03-05                                        | Построен для статических испытаний. |         |         |
|                     | Т10-20КТМ | 20                                               | Габаритно-массовый макет, был изготовлен на базе опытного Т10-20, использовался для отработки размещения на палубе авианосца будущих Су-33 |         |         |
|                     | Т10К-1    | 37                                               | Первый лётный прототип. Первый вылет состоялся 17 августа 1987 года. Потерян 27 сентября 1988 года в результате отказа. Лётчик Н. Садовников успешно катапультировался.                                                                                            |         |         |
|                     | Т10К-2    | 39                                               | Второй лётный прототип. Первый вылет состоялся 22 декабря 1987 г. Именно этот самолёт, пилотируемый В. Г. Пугачёвым, совершил первую посадку на авианосец 1 ноября 1989 г. В настоящий момент остов самолёта находится на стоянке ЛИИДБ ОКБ Сухого в г. Жуковском. |         |         |
| Установочная партия |           |                                                  | |         |         |
|                     | Т10К-3    | с/н 02-01                                        | Первый полёт 17 февраля 1990 г. В настоящий момент находится на стоянке ЛИИДБ ОКБ Сухого в г. Жуковском в разукомплектованном состоянии. |         |         |
|                     | Т10К-4    | 59 (з/н 49051002502, с/н 02-02)                  | 1990 г. В 1995—1999 годах был переоборудован в Т10КУБ-1. |         |         |
|                     | Т10К-5    | 69 (з/н 49051002603, с/н 02-03)                  | 1990 г. Постоянный участник МАКС. В настоящий момент находится на стоянке ЛИИДБ ОКБ Сухого в г. Жуковском |         |         |
|                     | Т10К-6    | 79 (з/н 49051003301, с/н 03-01)                  | 1991 г. В настоящий момент находится на стоянке ЛИИДБ ОКБ Сухого в г. Жуковском в разукомплектованном состоянии. |         |         |
| Фото                | Т10К-7    | 89 (с/н 03-02)                                   | 1991 г. После распада СССР машина осталась на территории Украины. Позднее самолёт был продан Китаю, где был скопирован в 2010 г. (копия получила наименование J-15).                                                                                               |         |         |
|                     | Т10К-8    | 99 (с/н 03-03)                                   | 1991 г. 11 июля 1991 года в результате отказа СДУ машина была потеряна. Т. Апакидзе успешно катапультировался. |         |         |
|                     | Т10К-9    | 109 (з/н 49051003604, с/н 03-04)                 | 1991 г. В настоящий момент находится на стоянке ЛИИДБ ОКБ Сухого в г. Жуковском в разукомплектованном состоянии. |         |         |
| Серийные машины     |           |                                                  | |         |         |
|                     |           | 60                                               | |         |         |
| Фото                |           | 61                                               | |         |         |
| Фото                |           | 62                                               | |         |         |
|                     |           | 64                                               | |         |         |
|                     |           | 65 (з/н 49051006105, с/н 06-05)                  | Разбился 17 июня 1996 г. в результате ошибки пилотирования. Лётчик В. Кузьменко погиб. |         |         |
| Фото                |           | 66                                               | |         |         |
|                     |           | 67                                               | Потерян ввиду аварии 3 декабря 2016 года. Лётчик катапультировался. |         |         |
| Фото                |           | 68                                               | |         |         |
|                     |           | 70 (з/н 49051004103, с/н 04-03)                  | Разбился 17 июля 2001 года в результате ошибки пилотирования. Лётчик Т. Апакидзе погиб. |         |         |
|                     |           | 71                                               | |         |         |
|                     |           | 72                                               | |         |         |
|                     |           | 73                                               | Разбился 11 мая 2000 года в результате ошибки пилотирования. Лётчик П. Кретов успешно катапультировался. |         |         |
| Фото                |           | 76                                               | |         |         |
|                     |           | 77 (з/н 49051005101, с/н 05-01)                  | |         |         |
|                     |           | 78                                               | |         |         |
| Фото                |           | 79                                               | |         |         |
|                     |           | 80                                               | |         |         |
|                     |           | 81                                               | |         |         |
|                     |           | 82 (з/н 49051007504, с/н 07-04)                  | Утонул 5 сентября 2005 года в результате обрыва аэрофинишёра при посадке на палубу. Лётчик Ю. Корнеев успешно катапультировался. |         |         |
|                     |           | 83                                               | |         |         |
|                     |           | 84                                               | |         |         |
|                     |           | 85                                               | |         |         |
|                     |           | 86                                               | |         |         |
|                     |           | 87                                               | |         |         |
| Фото                |           | 88 (з/н 49051009301, с/н 09-01)                  | |         |         |

## На вооружении
- Россия — 17 Су-33 на вооружении по состоянию на 2024 год[39]

## Сравнение с аналогами
|                                       | Су-33                    | МиГ-29К                 | Shenyang J-15        | Boeing F/A-18E/F Super Hornet  | Grumman F-14 Tomcat              | Dassault Rafale M         |
| ------------------------------------- | ------------------------ | ----------------------- | -------------------- | ------------------------------ | -------------------------------- | ------------------------- |
| Внешний вид                           |                          |                         |                      |                                |                                  |                           |
| Год принятия на вооружение            | 1998                     | 2013                    | 2015 (план)          | 1999                           | 1974                             | 2004                      |
| Годы производства                     | 1989 — 1999              | с 2005                  | с 2013               | с 1997                         | 1974 — 1992                      | с 1997                    |
| Выпущено, единиц                      | 26                       | 47                      | ~15                  | >600                           | 712                              | 40                        |
| Масса пустого, кг                     | 19 600                   | 12 700                  |                      | 13 387                         | 18 191                           | 10 000                    |
| Масса боевой нагрузки, кг             | 6500                     | 4500                    |                      | 4400                           | 6500                             |                           |
| Встроенная пушка                      | 1 × 30 мм ГШ-30-1        | 1 × 30 мм ГШ-30-1       |                      | 1 × 20 мм М61А1 Вулкан         | 1 × 20 мм М61А1 Вулкан           | 1×30 мм Nexter DEFA 791B  |
| Макс. взлётная масса, кг              | 33 000                   | 22 400                  |                      | 29 937                         | 33 720                           | 24 500                    |
| Силовая установка                     | 2 × АЛ-31Ф 3-й серии     | 2 × РД-33МК             | 2 × АЛ-31Ф 3-й серии | 2×General Electric F414-GE-400 | 2 × General Electric F110-GE-400 | 2 × SNECMA M88-2-Е4       |
| Макс. тяга двигателя, кН * на форсаже | 2 × 74,5 кН 2 × 122,6 кН | 2 × 53,4 кН 2 × 88,3 кН |                      | 2 × 62,3 кН 2 × 97,9 кН        | 2 × 61,4 кН 2 × 124,7 кН         | 2 × 50,04 кН 2 × 75,62 кН |
| Макс. скорость, км/ч                  | 2300                     | 2300                    |                      | 1915                           | 2485                             | 1900                      |
| Практический потолок, м               | 17 000                   | 17 500                  |                      | 15 240                         | 16 150                           | 15 240                    |
| Практ. дальность (без ПТБ), км        | 3000                     | 2000                    |                      | 2003                           | 2960                             | 1800                      |

## Лётчики-испытатели Су-33
- Садовников, Николай Фёдорович (ОКБ Сухого)
- Пугачёв, Виктор Георгиевич (ОКБ Сухого)
- Мельников, Сергей Николаевич (ОКБ Сухого)
- Аверьянов, Вячеслав Юрьевич (ОКБ Сухого)
- Сёмкин, Юрий (ВВС)
- Раевский, Александр Михайлович (ВВС)
- Диордица, Николай Фёдорович (ВВС)

## Галерея

Су-33 279-го отдельного корабельного истребительного авиационного полка 45-й армии ВВС и ПВО
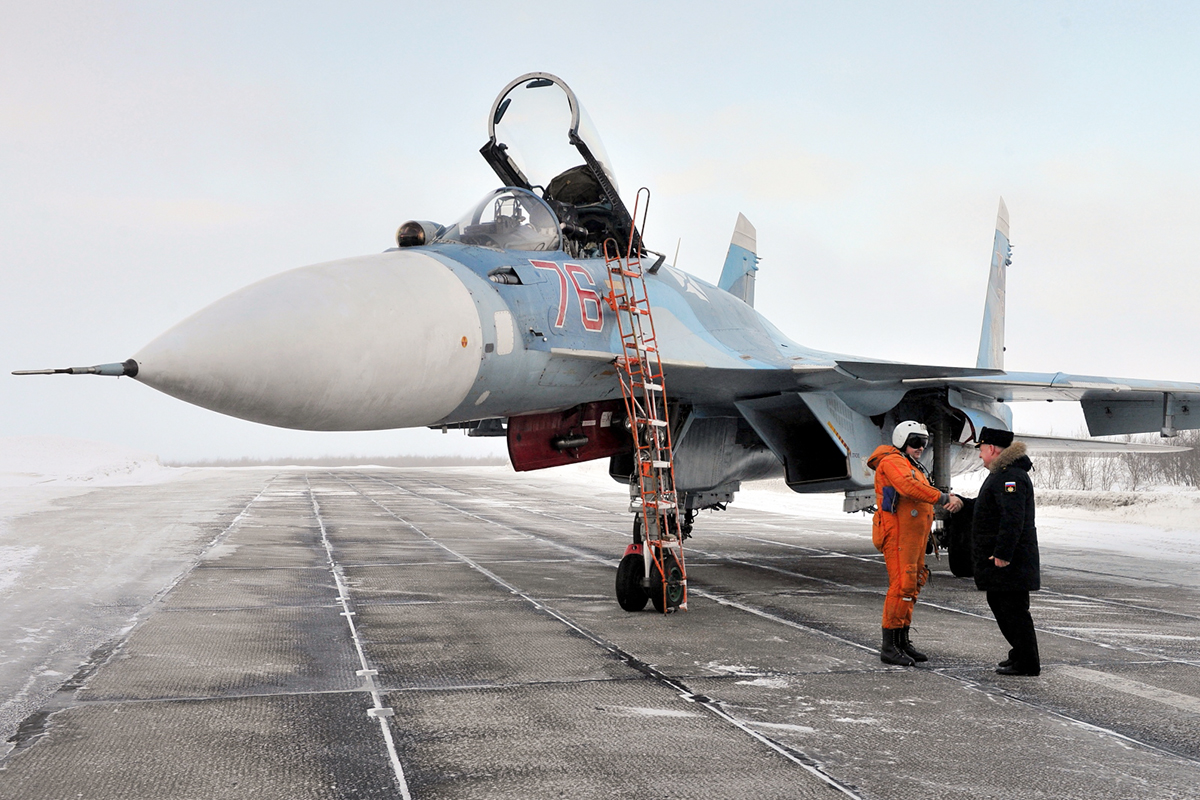
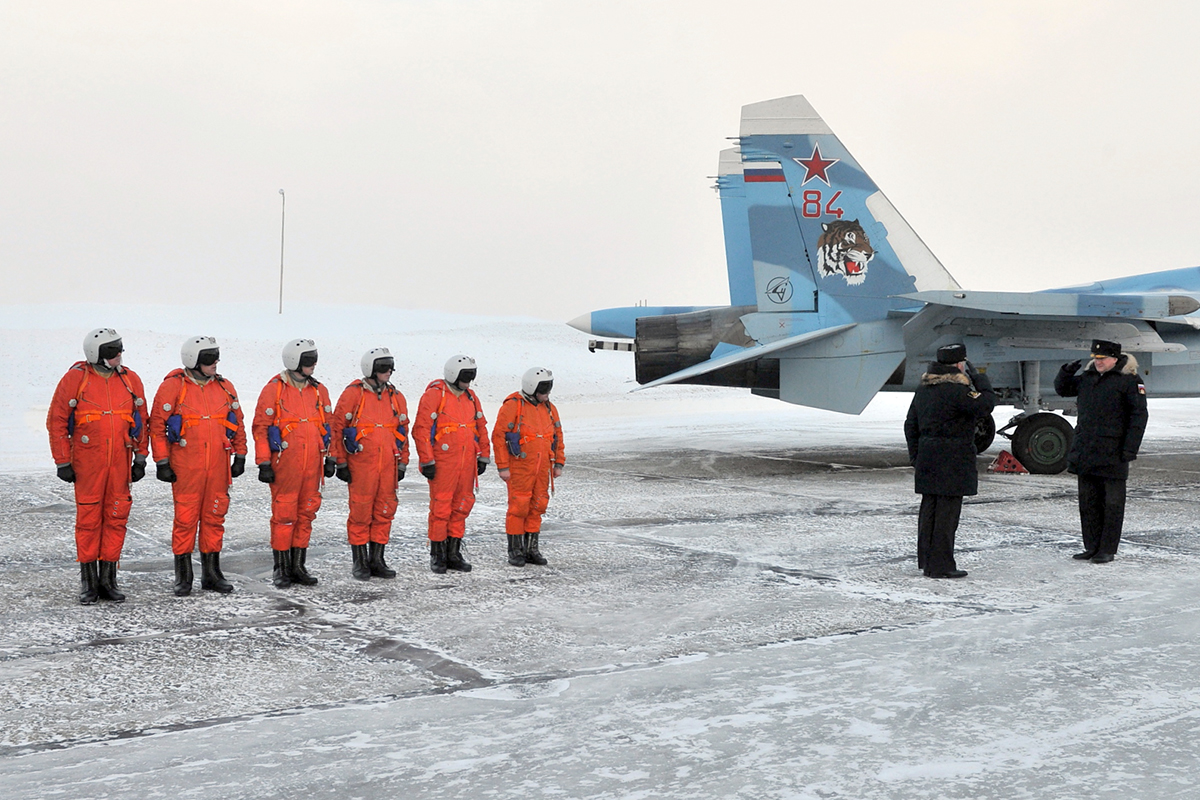
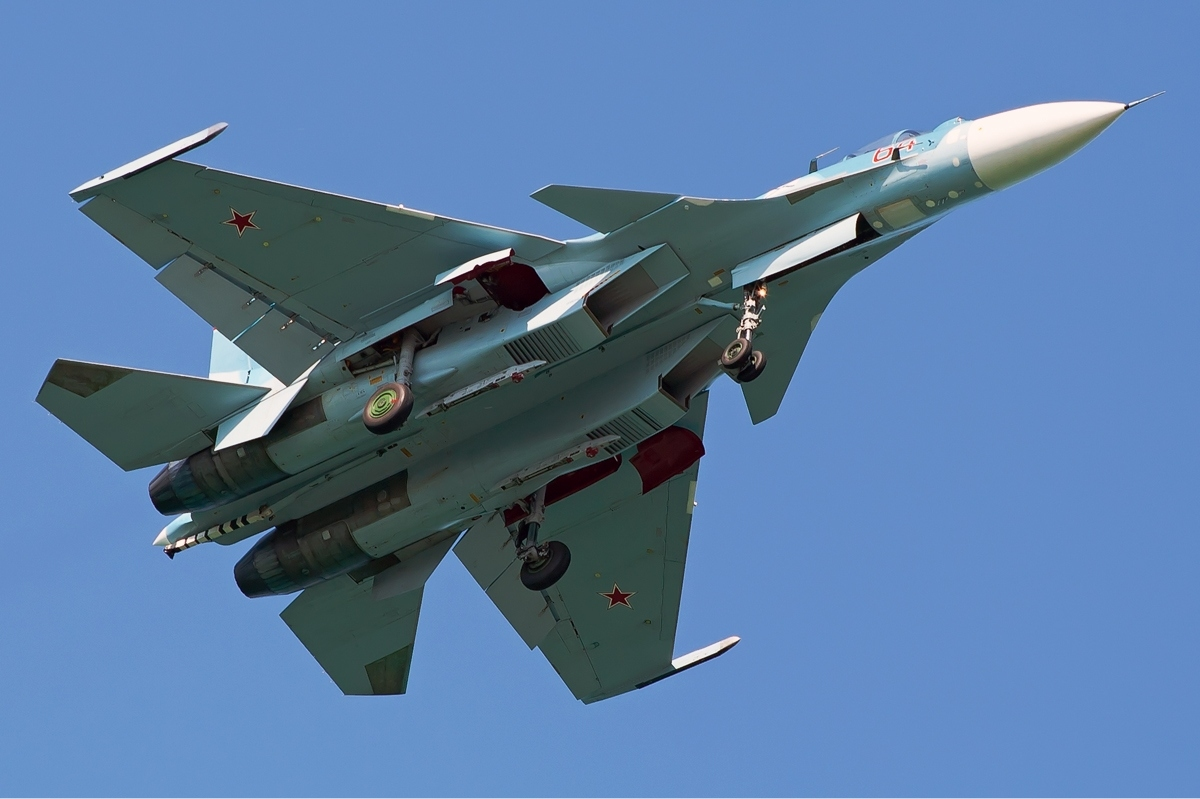
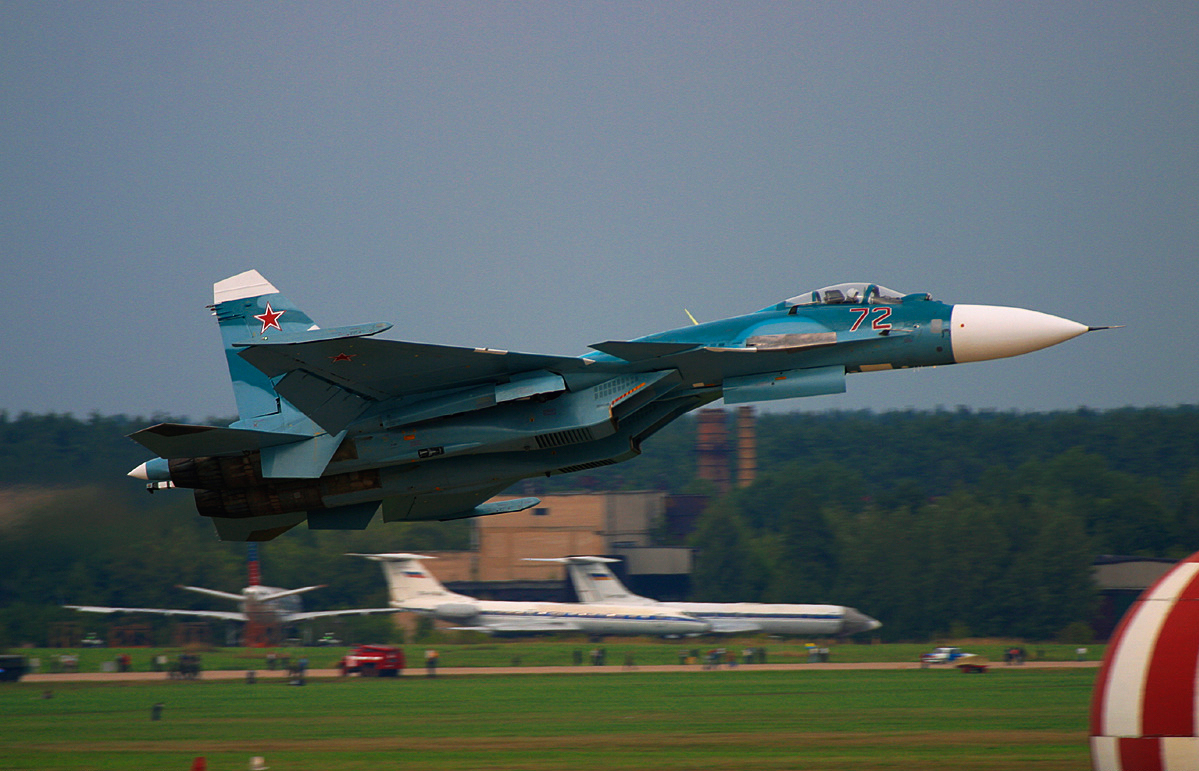
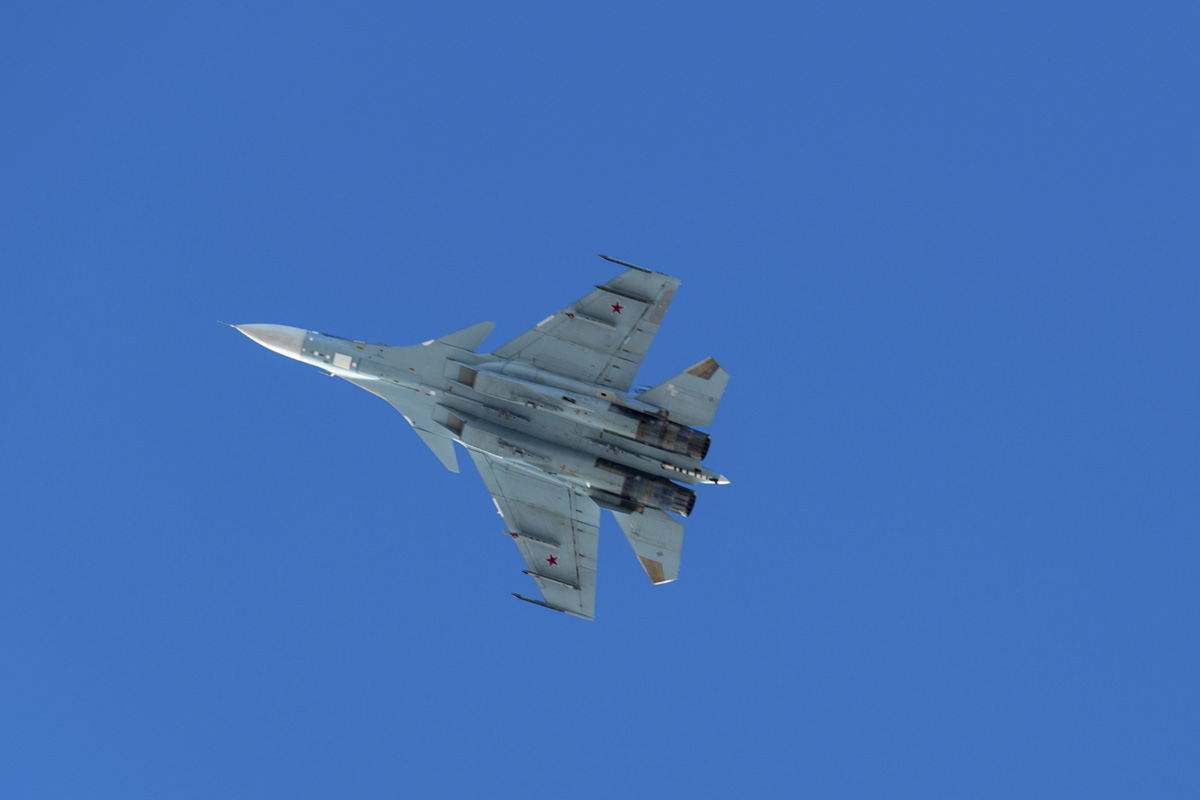
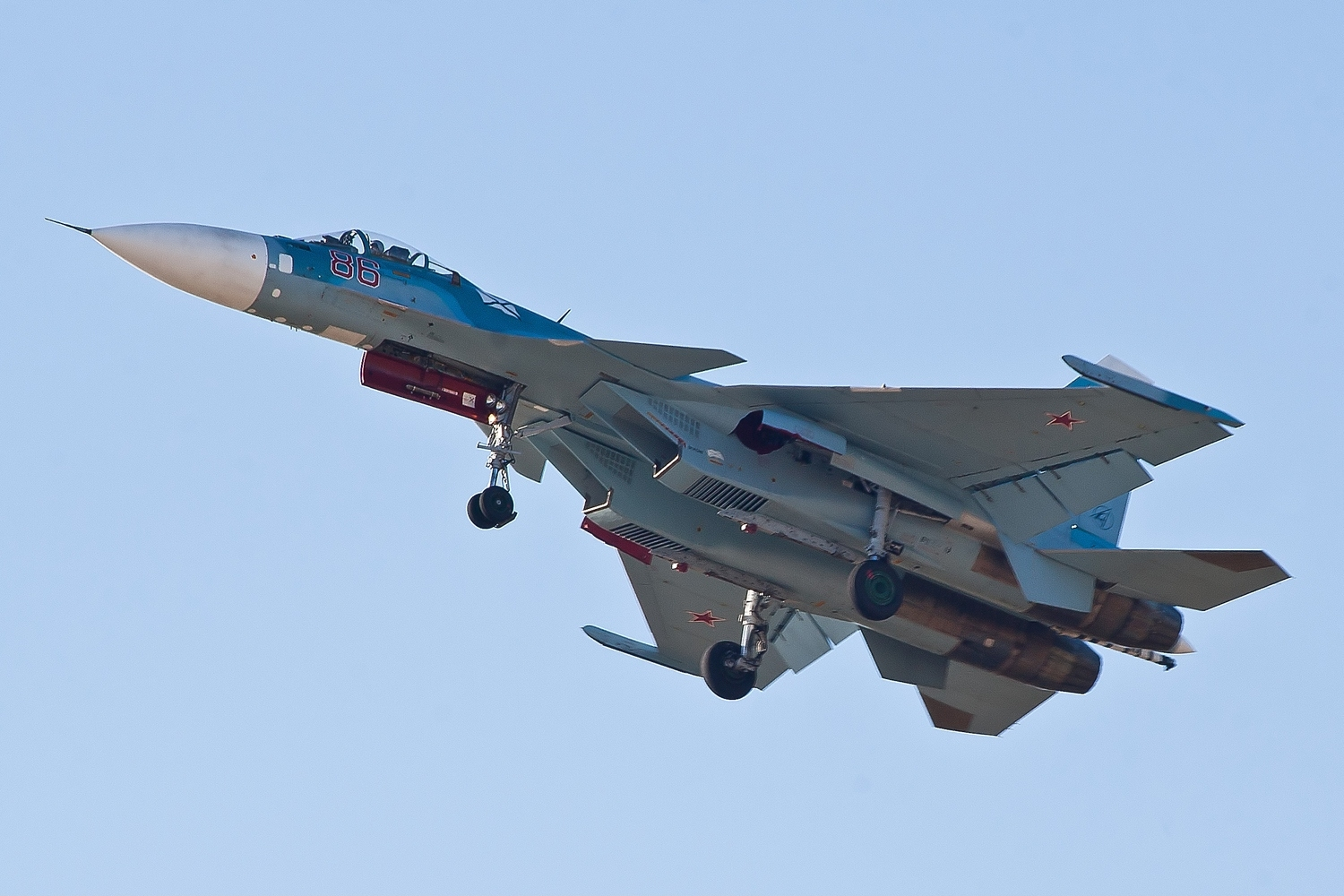
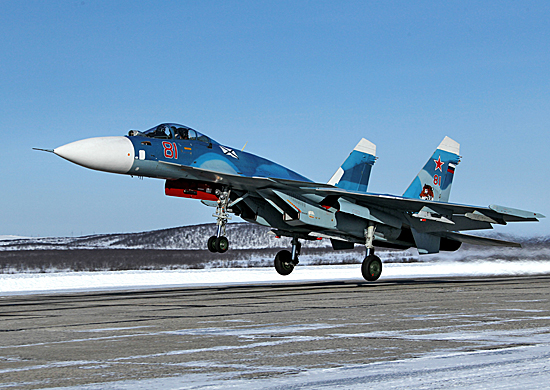
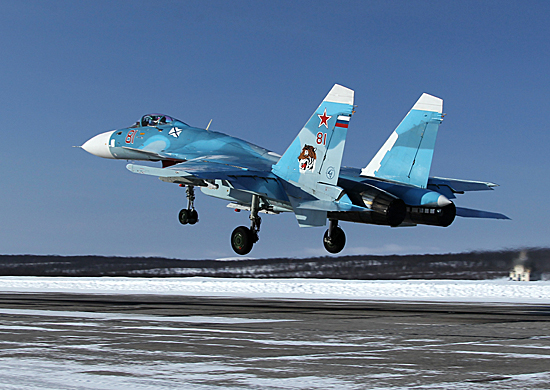
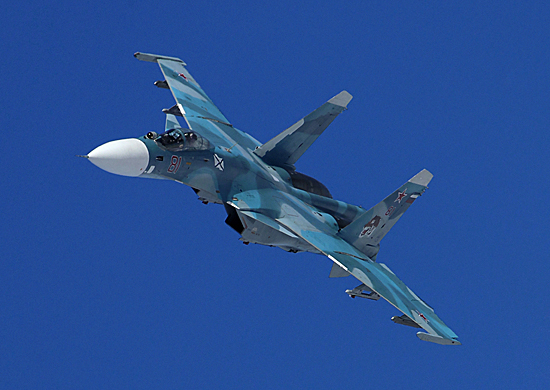

### Видеозаписи
- Видеоклип с демонстрацией возможностей самолёта